# 楊忠道
楊忠道（1923年5月4日—2005年9月14日），中華民國數學家，浙江平陽江山乡张家堡人（现属龙港市平等片区）。

## 生平
出生於浙江平陽，1946年畢業於浙江大學數學系，指導老師為蘇步青教授（1948年獲選為第一屆中央研究院院士）。1946年至1948年留校擔任助教，1948年至1950年擔任中央研究院數學研究所助理員、助理研究員，1949年至1950年並擔任台灣大學兼任講師。隨後赴美國留學，於1952年獲得杜蘭大學博士學位。1952年至1954年擔任伊利諾大學助理研究員，1954年至1956年擔任普林斯頓訪問研究員，1956年起轉至賓州大學數學系，歷任助理教授、副教授、教授，1978年至1983年並擔任系主任，1991年起為榮譽退休教授。1992年至2004年擔任中央研究院數學研究所所長。
他的專長為微分拓撲學，1968年獲選為中央研究院院士，1972年獲選列入美國名人錄。

## 外部連結
1. ↑  陈世郎. . 苍南新闻网 (温州). 2013-01-10  [2020-06-22]. （原始内容存档于2020-06-22）.
2. ↑  數學人 楊忠道院士訪談 (2008年6月28日查詢) 的存檔，存档日期2008年10月7日，.
3. ↑  中央研究院 楊忠道院士基本資料